# Roxanne Hart
Roxanne Hart (Trenton (New Jersey), 27 juli 1952) is een Amerikaanse televisie/theateractrice.

## Biografie
Haar vader was schoolhoofd op de high school Horace Greeley High School in Chappaqua (New York) waar zij in 1969 haar studie voltooide. Na haar studietijd begon zij met acteren in verschillende Broadway voorstellingen zoals Passion waar zij in 1983 een nominatie verdiende voor een Tony Award.
Hart begon in 1979 met acteren voor de televisie in de film The Bell Jar. Hierna heeft zij nog meerdere rollen gespeeld in films en televisieseries zoals The Verdict (1982), Highlander (1986), Chicago Hope (1994-1998), The Good Girl (2002), Letters from Iwo Jima (2006) en Medium (2006-2010). Hart is drie keer genomineerd voor de Screen Actors Guild Awards, in 1995, 1996 en 1997. Al de drie keer was in de categorie Uitstekende Prestatie door een Cast in een Dramaserie.
Hart is in 1984 getrouwd met Philip Casnoff en zij hebben samen twee zonen.

## Filmografie

### Films
Uitgezonderd korte films.
- 2018 Deadly Lessons - als Barbara
- 2015 Merry Kissmas - als mrs. Joyner
- 2014 A Reason - als Annabelle Hilgrim
- 2013 Sex & Marriage - als Cat
- 2013 Salomé - als Herodias
- 2011 Wilde Salomé - als Herodias
- 2008 Grave Misconduct – als Margo Lawrence
- 2007 License to Wed – als mrs. Jones
- 2006 Letters from Iwo Jima – als vrouw van officier
- 2006 In from the Night – als Ruth Miller Hammond
- 2006 Art School Confidential – als mama Platz
- 2006 Murder 101 – als Betty Larch
- 2003 Easy – als Jackie
- 2002 Moonlight Mile – als June Mulcahey
- 2002 Home Room – als mrs. Cartwright
- 2002 The President's Man: A Line in the Sand – als Lydia Mayfield
- 2002 The Good Girl – als mrs. Worther
- 2001 Beyond the City Limits – als Danelle Perry
- 2001 Follow the Stars Home – als Tess
- 2000 The Runaway – als Alice Davis
- 1999 Come On, Get Happy: The Partridge Family Story – als Betty Bonaduce
- 1998 Daughters – als Anne Scripps Douglas
- 1998 Meteorites! – als Cath Johnson
- 1997 Alone – als Grace Ann
- 1997 When Secrets Kill – als Karen Newhall
- 1991 Living a Lie – als Grace
- 1991 Tagget – als Annie Hartman
- 1991 Once Around – als Gail Bella
- 1989 Big Time – als Diana
- 1989 The Justice Game – als Deborah
- 1988 Pulse – als Ellen Rockland
- 1987 The Last Innocent Man – als Jenny Stafford
- 1986 Vengeance: The Story of Tony Cimo – als Jan Cimo
- 1986 Samaritan: The Mitch Snyder Story – als Carol Fennely
- 1986 Highlander– als Brenda J. Wyatt
- 1985 The Little Sister – als Sara
- 1984 Oh, God! You Devil – als Wendy Shelton
- 1984 Old Enough – als Carla
- 1983 Special Bulletin – als Megan Barclay
- 1982 The Verdict – als Sally Doneghy
- 1981 Kent State – als Jean Arnold
- 1979 The Bell Jar – als ??

### Televisieseries
Uitgezonderd eenmalige gastrollen.
- 2021 The Young and the Restless - als Kim Dunaway - 3 afl.
- 2020 Manhunt - als Trudy Embry - 5 afl.
- 2016 - 2017 How to Get Away with Murder - als Sylvia Mahoney - 4 afl.
- 2010 - 2011 Hung - als Frances - 8 afl.
- 2006 – 2010 Medium – als Lily Devalos – 7 afl.
- 2003 Oz – als Jessica Kirk – 3 afl.
- 1999 ER – als mrs. Kottmeier – 2 afl.
- 1994 – 1998 Chicago Hope – als Camille Shutt – 46 afl.
- 1994 The Road Home – als dr. Buerring – 3 afl.
- 1992 – 1993 Dream On – als Kate Gower – 5 afl.
- 1990 Against the Law – als Lariane Piccaccio - 2 afl.
- 1989 The Justice Game – als Deborah - 2 afl.
- 1980 One Life to Live – als Isadora - ? afl.

## TheaterwerkBroadway
- 1988-1989 The Devil's Disciple - als Judith Anderson
- 1983 Passion - als Kate
- 1979-1980 Loose Ends - als Susan
- 1978 Cheaters - als Michelle
- 1977 The Cherry Orchard - als Anya / Dunyasha (understudy)

- Biblioteca Nacional de España: XX1276152
- Bibliothèque nationale de France: cb14185678b (data)
- Gemeinsame Normdatei: 1046596675
- International Standard Name Identifier: 0000 0001 1437 0553
- Library of Congress Control Number: no2001079847
- MusicBrainz: 9f5defe1-e7df-44ff-9735-ee3a8733fa20
- Nationale Bibliotheek van Tsjechië: xx0152384
- Nationale Bibliotheek van Israël: 987007452734205171
- SNAC: w6361cb7
- Virtual International Authority File: 5142216
- WorldCat: E39PBJpyrJBqMWR6DhFkV8Qg8C